# Henryk Kawalec
Henryk Kawalec fue un deportista polaco que compitió en remo como timonel. Ganó una medalla de bronce en el Campeonato Europeo de Remo de 1932, en la prueba de dos con timonel.

## Palmarés internacional
| Campeonato Europeo | Campeonato Europeo    | Campeonato Europeo | Campeonato Europeo |
| Año                | Lugar                 | Medalla            | Prueba             |
| ------------------ | --------------------- | ------------------ | ------------------ |
| 1932               | Belgrado (Yugoslavia) | Medalla de bronce  | Dos con timonel    |